# Mesannepada
Mesannepada (sau Mesh-Ane-pada) a fost primul rege al orașului-stat sumerian Ur. Acesta a obținut hegemonia în Sumer prin detronarea regelui Urukului. După scrierile sumeriene, Mesh-Ane-pada a domnit în jur de 80 de ani. El a avut doi fii: Mesh-ki-ang-Nanna și Annepadda, care a domnit 36 de ani.
1. ↑  Beginning and End of the Sumerian King List in the Nippur Recension[*] Verificați valoarea |titlelink= (ajutor)